# 徐苗
徐苗（3世纪—302年），西晋学者。字叔胄。高密郡淳于县（今山东省安丘县东北）人。
徐苗年轻时家贫好学。白天耕作，夜则吟诵。弱冠时向博士济南宋钧学习，遂为一代儒宗。作《五经同异评》，又依道家著《玄微论》，儒、道兼综。前后所造数万言，皆有义味。徐苗有孝行，性抗烈，有知人之鉴。轻财仗义，兄弟早亡，抚养孤遗，乡邻有丧事，辍耕助营棺椁。门生在家中去世，即在讲堂敛葬。郡察孝廉，州辟从事、治中、别驾，推举他的异行，公府五辟博士，多次征辟，他并不就任，终生未仕。永宁二年去世。死时遗命薄葬自己。

## 延伸阅读
[在维基数据编辑]
 《晉書/卷091》，出自房玄齡《晉書》